# Ulcera gastrica
L'ulcera gastrica è una lesione della parete dello stomaco.
Può variare da una semplice erosione della mucosa fino alla completa perforazione della parete.

## Epidemiologia

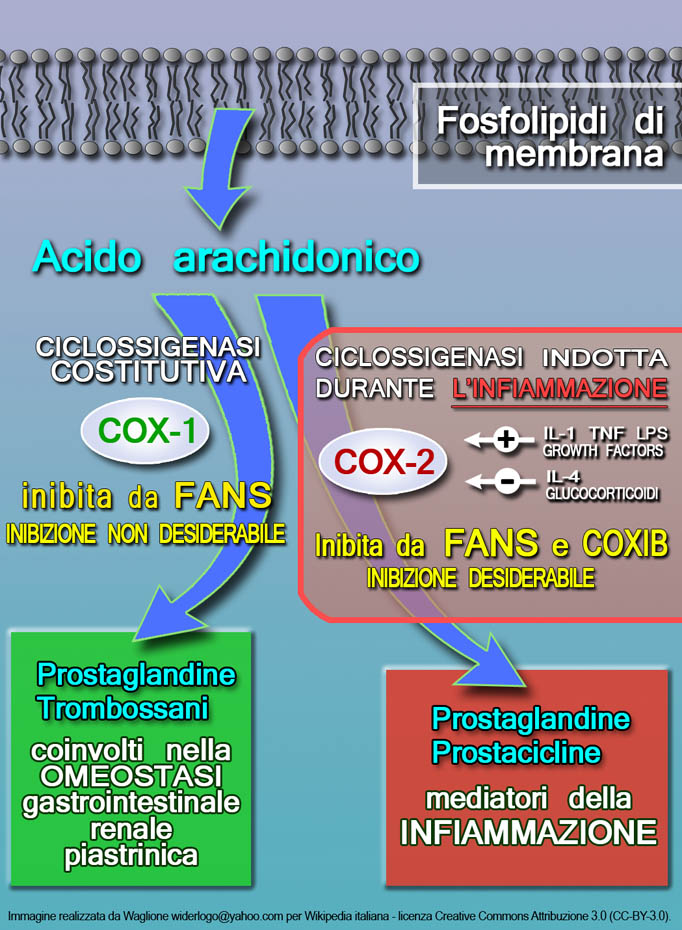
I FANS inibendo la COX-1 riducono le difese della mucosa gastrica.

Colpisce circa il 10% della popolazione; si osserva più spesso nei soggetti anziani e in quelli che vivono in condizioni socio-economiche svantaggiate, con maggiore frequenza nel sesso maschile.
Tra i fattori socio-ambientali di rischio vanno ricordati il fumo di sigaretta, il consumo di sale, acidi grassi insaturi e in genere sostanze che stimolano la secrezione acida.
L'abuso di FANS sembra avere un ruolo determinante nello sviluppo di patologie ulcerative a carico dell'apparato digestivo, in particolare verso l'esofago e lo stomaco.

## Eziologia
Gli scienziati Robin Warren e Barry Marshall, entrambi Premio Nobel per la Medicina 2005, hanno dimostrato che la causa dell'ulcera gastrica è l'Helicobacter pylori, confutando decenni di dottrina medica che sosteneva che le ulcere fossero causate da stress, cibo piccante ed eccesso di acido. La teoria sull'Helicobacter pylori fu messa in ridicolo dalla comunità medica, la quale non credeva che i batteri potessero vivere in un ambiente acido come quello dello stomaco.
Per dimostrare la validità della propria teoria, Marshall bevve una piastra di Petri di batteri, ammalandosi quasi subito di gastrite. I sintomi sparirono dopo due settimane, ma Marshall continuò a prendere antibiotici per uccidere i batteri rimasti, su richiesta di sua moglie, visto che l'alitosi è uno dei sintomi dell'infezione .
La malattia e la guarigione di Marshall, basata sulla coltura di organismi estratti da un paziente, rispettava in parte i postulati di Koch per quanto riguarda l'Helicobacter pylori e la gastrite. L'esperimento fu pubblicato sull'Australian Medical Journal nel 1984 ed è tuttora uno degli articoli più citati della rivista australiana.
L'Helicobacter pylori rappresenta, dunque, il maggiore imputato nello sviluppo dell'ulcera. Il germe è presente nel 65-70% dei pazienti con ulcera gastrica e nel 90-95% dei pazienti con gastrite cronica, che sembra invariabilmente precedere la formazione di un'ulcera.
Il batterio colonizza le cellule della mucosa, dove idrolizza i nutrienti che in questa sede sono molto abbondanti, producendo ammoniaca che inattiva l'effetto battericida dell'acidità gastrica e crea un microambiente favorevole al germe. L'innalzamento locale del pH gastrico favorisce inoltre la retrodiffusione di ioni H+ dalla cellula parietale al lume, determinando una retrodiffusione ionica. Infine, produce lipasi e fosfolipasi, che sembrano danneggiare direttamente la mucosa gastrica.

## Patogenesi
L'ulcera è considerata la risultante di uno squilibrio a livello della mucosa gastrica tra i fattori "aggressivi" (acido, pepsina) e i fattori difensivi (secrezione di muco, prostaglandine, flusso ematico e turnover cellulare).
L'ipersecrezione di acido cloridrico e gli ioni H+ sono considerati un fattore aggressivo primitivo, che può cioè provocare direttamente danni cellulari. Da questo punto di vista mantiene ancora una sua validità, anche se non assoluta, il vecchio detto inglese "no acid, no ulcer".
Quando l'eccessiva acidità del lume gastrico supera le capacità di difesa, interviene un altro meccanismo, rappresentato dalla circolazione sanguigna sottomucosa che rimuove gli ioni H+.

## Sintomi
Il sintomo tipico è il dolore, inoltre nausea e vomito possono affliggere l'ammalato dopo i pasti; la paura di soffrire determina una riduzione dell'appetito, con successivo dimagrimento.

## Diagnosi
Una volta si ricorreva alla radiografia gastroduodenale con mezzo di contrasto, di solito solfato di bario (pasto baritato), dove l'ulcera appariva come un'immagine di plus.
Oggi è invece indispensabile l'endoscopia associata alla biopsia, soprattutto per confermare la benignità o la malignità di un'ulcera. Ogni ulcera gastrica, fino a prova contraria, deve essere considerata uno stato predisponente al carcinoma gastrico.
Se si vuole giungere ad una diagnosi eziologica, sono oggi a disposizione diverse tecniche sierologiche, radioisotopiche e colturali per la determinazione della presenza dell'Helicobacter pylori.

## Decorso
L'ulcera è una grave malattia che tende alla cronicità, con continue cicatrizzazioni ed esacerbazioni. In assenza di terapia il 50% dei pazienti va incontro ad una recidiva entro un anno dalla guarigione. Il quadro può anche variare notevolmente in seguito all'insorgenza di complicanze acute o in conseguenza alla degenerazione neoplastica.
Le complicanze sono: la perforazione e l'emorragia gastro-intestinale che si manifesta, in acuto, con emissione di sangue vivo con il vomito (ematemesi) o con feci nere (melena).

## Complicanze

### Intrattabilità
Numerosi sono i fattori estrinseci ed intrinseci che possono ostacolare la guarigione: fumo, alcool, farmaci antinfiammatori, condizioni di stress, sede, dimensioni e profondità della lesione.
La sintomatologia è caratterizzata da un aumento della frequenza e della durata delle crisi in corso di terapia e la comparsa di anoressia, vomito e calo ponderale.
Si possono considerare intrattabili le ulcere che dopo 4 mesi di corretto trattamento medico non risultano cicatrizzate, quelle che recidivano malgrado terapia medica e quelle che traggono scarso beneficio dall'assunzione di farmaci.

### Emorragia
Può essere preceduta da una fase di riesacerbazione dolorosa o comparire in pieno benessere. Le forme croniche possono causare anemizzazione. Le forme acute possono manifestarsi con melena e talora ematemesi e causare un'anemia acuta o determinare uno stato di shock.

### Perforazione
Può verificarsi anch'essa dopo una storia d'ulcera o essere il sintomo d'esordio. Il dolore è violento ed improvviso, a localizzazione epigastrica, seguito rapidamente da una diffusione proporzionale a quella della peritonite.
L'obiettività rileva contrattura addominale, dolore di rimbalzo ed assenza di rumori peristaltici.

### Penetrazione
Il quadro clinico è quello dell'intrattabilità o dell'emorragia, che si può verificare per l'erosione di vasi parenchimali dell'organo contiguo.